# Энциклопедия Универсалис
«Энциклопедия Универсалис» (фр. Encyclopædia Universalis) — франкоязычная универсальная энциклопедия.

## История
Была основана Французским книжным клубом, занимающимся продажей книг по подписке, и издателями Британской энциклопедии. Первый том вышел в 1968 году.
Издания выходили раз в 7-14 лет, также каждый год выпускался том с обновлением цифровых данных. «Энциклопедия Универсалис» продавалась коммивояжёрами и по подписке.
В 1990-х уменьшились продажи из-за распространения интернета, а позднее они дополнительно упали из-за появления Французской Википедии. В 2004 году в результате конфликта между Французским книжным клубом и издателями «Британской энциклопедии» первый прекратил участвовать в выпуске «Энциклопедии Универсалис».
В 2012 году прекратился выпуск бумажной версии, к этому моменту продаваемой всего в нескольких тысячах экземпляров. В 2014 году против организации, выпускающей «Энциклопедию Универсалис», был открыт процесс судебного оздоровления (французский аналог банкротства).